# パディントン 消えた黄金郷の秘密
『パディントン 消えた黄金郷の秘密』（パディントン きえたおうごんきょうのひみつ、原題：Paddington in Peru）は、2024年のイギリス、フランス、アメリカ合衆国、日本のファンタジー映画。
マイケル・ボンド原作の児童文学『くまのパディントン』を基にした映画『パディントン』シリーズの第3作。

## あらすじ
パディントンとブラウン一家は、“老クマ”ホームで隠居生活を送るルーシー叔母さんに会うため、パディントンの故郷ペルーにやってきた。
しかし、“老クマ”ホームを管理する修道女からルーシー叔母さんが何らかの冒険に出たらしいと聞かされたパディントンたちは、彼女の行方を探すため広大なジャングルへと向かう。

## 登場人物/キャスト

### クマ
パディントン
声 - ベン・ウィショー、日本語吹替 - 松坂桃李
ルーシー叔母さん
声 - イメルダ・スタウントン、日本語吹替 - 堀越真己

### ブラウン一家
ヘンリー・ブラウン
演 - ヒュー・ボネヴィル、日本語吹替 - 古田新太
メアリー・ブラウン
演 - エミリー・モーティマー、日本語吹替 - 石塚理恵
ジュディ・ブラウン
演 - マデリン・ハリス、日本語吹替 - 三戸なつめ
ジョナサン・ブラウン
演 - サミュエル・ジョスリン、日本語吹替 - 西田光貴
バード夫人
演 - ジュリー・ウォルターズ、日本語吹替 - 定岡小百合

### ブラウン一家の隣人・知人
サミュエル・グルーバー
演 - ジム・ブロードベント

### その他
ジーナ・カボット
演 - カルラ・トウス、日本語吹替 - 大平あひる
クラリッサ / 老グマホーム院長
演 - オリヴィア・コールマン、日本語吹替 - 吉田羊
ハンター・カボット
演 - アントニオ・バンデラス、日本語吹替 - 山路和弘
マディソン
演 - ヘイリー・アトウェル、日本語吹替 - 園崎未恵
フェニックス・ブキャナン
演 - ヒュー・グラント、日本語吹替 - 斎藤工